# Oxycera adusta
Oxycera adusta är en tvåvingeart som först beskrevs av Lindner 1968.  Oxycera adusta ingår i släktet Oxycera och familjen vapenflugor.
Artens utbredningsområde är Madagaskar. Inga underarter finns listade i Catalogue of Life.